# Düsseldorf Athletics
Düsseldorf Athletics ist ein deutscher Leichtathletikverein aus Düsseldorf, der 2022 gegründet wurde. Er kooperiert als eigenständiger Verein, ähnlich einer Leichtathletikgemeinschaft, mit Sportvereinen bzw. deren Leichtathletikabteilungen und Schulen in Düsseldorf.
Derzeit besteht eine Vereinskooperation mit dem DJK Agon 08 Düsseldorf.
Der Verein ist Teil des Franchisesystems Germany Athletics (GA) mit Ablegern in weiteren Metropolregionen Deutschlands. Unter anderem in Köln (Cologne Athletics), Frankfurt am Main (Frankfurt Athletics), Ostwestfalen-Lippe (OWL Athletics) und München (Munich Athletics).

## Geschichte
Der Verein wurde 2022 auf Initiative des ehemaligen Hammerwerfers und Olympiateilnehmers Claus Dethloff gegründet.
Erste größere Erfolge feierte der Verein bei den Deutschen Hallenmeisterschaften 2025. Hier wurde Bo Kanda Lita Baehre deutscher Meister im Stabhochsprung und Victoria Krause Winterwurf-Meisterin im Speerwurf.

## Bekannte Leichtathleten
- Bo Kanda Lita Baehre, Deutscher Hallenmeister 2025 im Stabhochsprung
- Victoria Krause, Deutsche Winterwurf-Meisterin 2025 im Speerwurf
- Esther Pfeiffer, Deutsche Meisterin 2025 im Halbmarathon
- Hendrik Pfeiffer